# Alexander Nikolajewitsch Baschlatschow

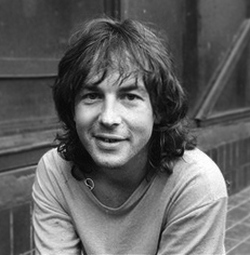
Alexander Baschlatschow

Alexander Baschlatschow (russisch Алекса́ндр Никола́евич Башлачёв; * 27. Mai 1960 in Tscherepowez; † 17. Februar 1988 in Leningrad) war ein russischer Poet, Liedautor und Sänger. Er gilt trotz seines frühen Todes als einer der einflussreichsten Vertreter der russischsprachigen Rockmusik.

## Leben
Von 1977 bis 1978 arbeitete Baschlatschow als Künstler im Tscherepowezer Metallurgischen Kombinat. Von 1978 bis 1983 studierte er an der Staatlichen Universität des Uralgebietes in Swerdlowsk an der journalistischen Fakultät. Nach dem Studium kehrte er nach Tscherepowez zurück, wo er bei der Zeitung Kommunist arbeitet. Im September 1983 lernte er über den Journalisten Leonid Parfjonow den Musikkritiker Artemi Troizki kennen, auf dessen Einladung er eine Reihe von „Wohnungskonzerten“ in Moskau und Leningrad durchführte. Im Herbst 1984 verließ Baschlatschow Tscherepowez, zuerst reiste er nach Moskau, dann nach Leningrad.
Im März 1985 fand Baschlatschows erster öffentlicher Auftritt in Leningrad statt, wo er zusammen mit Juri Schewtschuk, Kopf der Band DDT, im Auditorium Nummer 6 des Leningrader Veterinär-Institutes auftrat. Dieses Konzert fand unmittelbar im Anschluss an das 3. Festival des Leningrader Rock-Klubs statt (diese Festivals waren die bedeutendste rockmusikalischen Ereignisse in der Sowjetunion um die Mitte der 1980er-Jahre); daher erhielt es die Bezeichnung „vierter Tag des Festivals“. Eine Tonaufzeichnung des Konzerts wurde später unter dem Titel Kotschegarka veröffentlicht.
Zur selben Zeit zeichnete Baschlatschow sein erstes Album auf. Die Aufzeichnung wurde vom Leiter des Tonarchivs des Leningrad Rock-Klubs Sergei Firsow im Heimstudio des Liedautoren, Sängers und Tonregisseurs  Alexei Wischnja organisiert. Später erhielt diese Aufzeichnung den Titel Tretja stoliza (Dritte Hauptstadt). Von diesem Zeitpunkt sah sich Firsow als Baschlatschows Manager.

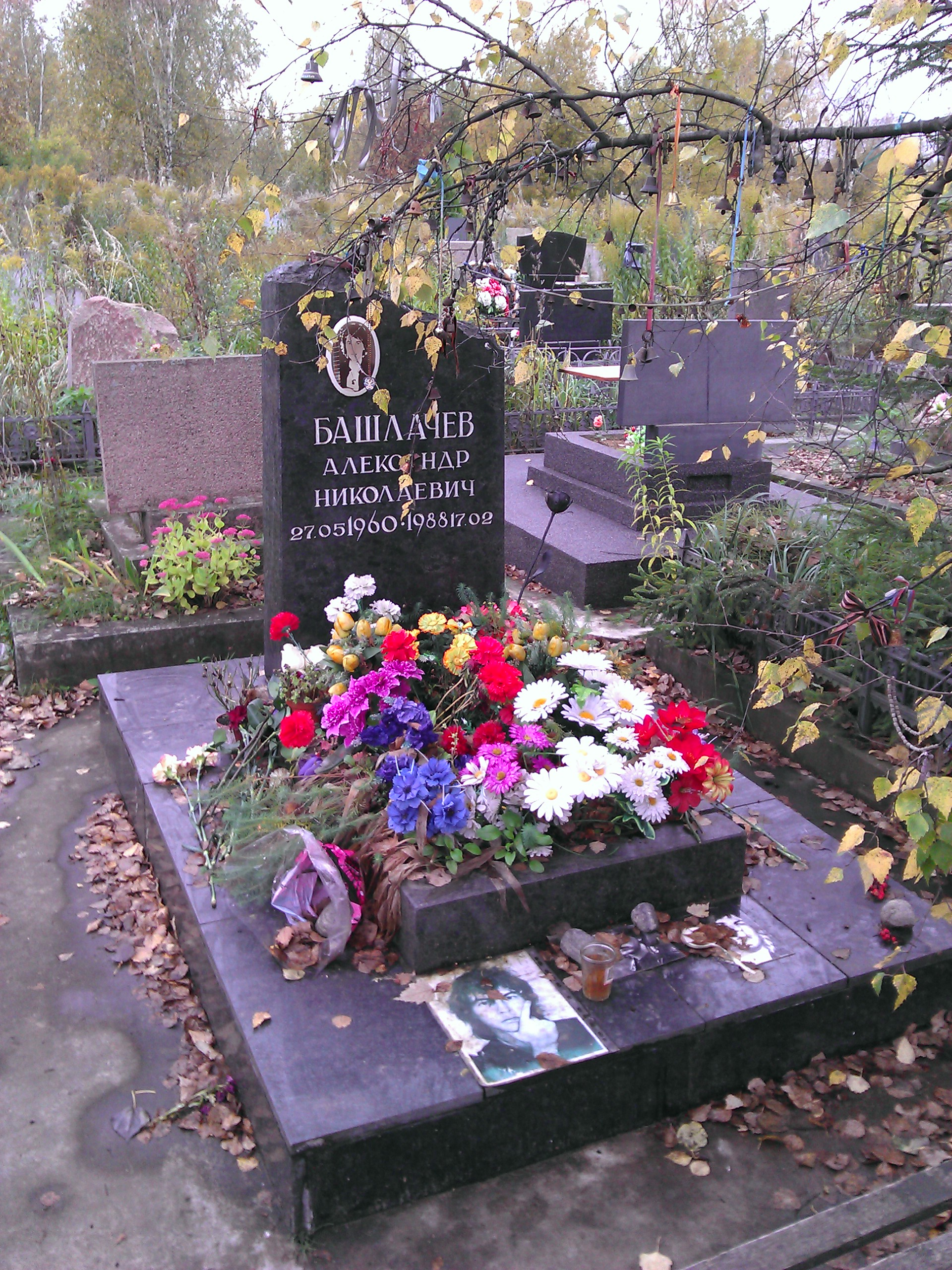
Baschlatschows Grab

Im folgenden Jahr siedelte Baschlatschow endgültig nach Leningrad über, wo er Mitglied des Leningrader Rock-Klubs wurde. Mit der Hilfe von Firsow erhielt er im März 1986 eine Anstellung in einem Heizwerk, das im Volksmund als „Kamtschatka“ bekannt war (Vertreter der inoffiziellen sowjetischen Rockmusik benötigten zumindest eine formale Anstellung, um von den Behörden nicht als „asozial“ verfolgt zu werden; in „Kamtschatka“ arbeitete in dieser Zeit unter anderem auch Wiktor Zoi von Kino).
Im Frühjahr 1987 drehte Alexei Utschitel seinen Film Rock, in dem auch Baschlatschow auftreten sollte. Während der Dreharbeiten sagte Baschlatschow seine Teilnahme jedoch ab. Utschitel baute jedoch später Material vom Begräbnis Baschlatschows, das er gefilmt hatte, in eine Version seines Filmes Rock ein.
Im Juni 1987 trat Baschlatschow beim 5. Leningrader Rock-Festival im Leningrader Jugendpalast auf, erhielt dort den Preis Hoffnung (als „Zukunftshoffnung“), sowie beim Rock-Festival in Tschernogolowka bei Moskau. Im September 1987 nahm er an den Dreharbeiten zum Film Bardy pokidajut dwory (Die Barden verlassen die Höfe) in Kiew teil, sagte dann aber wiederum seine Teilnahme ab.
Am 29. Januar 1988 fand das letzte, durch eine erhaltene Aufnahme bezeugte Konzert Baschlatschows in der Wohnung der Journalistin Marina Timaschowa statt. 
Baschlatschow starb am 17. Februar 1988. Er fiel aus dem Fenster des achten Stockwerks des Kusnezow-Prospekts 23 in Leningrad. Möglicherweise beging er Suizid, die Todesursache wurde jedoch nie genau festgestellt. Er ist in Sankt Petersburg auf dem Kowaljowoer Friedhof begraben. Erst nach dem Tode Baschlatschows kam sein Sohn Jegor zur Welt.

## Museen
Am 1. November 2009 wurde in Tscherepowez ein Alexander-Baschlatschow-Museum eröffnet. Es befindet sich im Gebäude der städtischen Noten- und Musikbibliothek Nr. 11.